# Гонгилидии

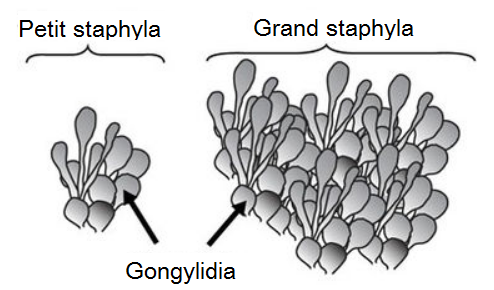
Гонгилидии и стафилы

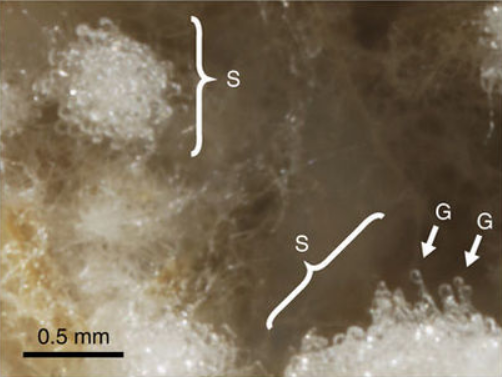
Гонгилидии (G) и стафилы (S) в грибном саду, поддерживаемом грибными муравьями Acromyrmex echinatior

Гонгилидии (англ. Gongylidia), или муравьиные кольраби — это структуры грибов, богатые питательными веществами, которыми питаются муравьи-грибководы трибы Attini (Myrmicinae). Гонгилидии это сплетённые вместе гифы грибницы. Образуются на грибах (например, Leucoagaricus gongylophorus), которые выращиваются этими муравьями и не встречается вне муравьиных колоний и полностью зависят от них.

## История
Ранее гонгилидии назывались муравьиные кольраби («Kohlrabi»). В 1893 году такой термин предложил немецкий миколог Альфред Мёллер, исследовавшим муравьёв-грибководов в Бразилии и первым раскрывшим многие особенности их симбиоза с грибами. В 1907 году американский мирмеколог Уильям Мортон Уилер использовал термин «bromatia» (или «bromatium») для скоплений гиф (или «Kohlrabihaufchen» по Мюллеру) и гонгилидии («gongylidia») для отёков на гифах («Kohlrabikopfchen, капустные шарики» по Мюллеру). Тогда же энтомолог Neger предложил использовать термин «амброзия» («ambrosia») для модификаций гифов, производимых и употребляемых всеми насекомыми-грибководами, то есть не только муравьями и термитами, а также жуками-короедами (Scolytidae). Для короедов термин «амброзия» (или тельца амброзии) был первоначально предложен Шмидбергером (Schmidberger) ещё в 1836 году для обозначения растущих в их ходах грибков. Но также называют амброзиевых жуков (Ambrosia beetle: Scolytinae и Platypodinae) и амброзиевые грибы (Ambrosia fungi: Ambrosiella, Rafaellea и Dryadomyces, все из Ophiostomatales, Ascomycetes) и термин не прижился.

## Описание
Гонгилидии имеют форму эллипсоида, около 30—50 микрометров в диаметре и богаты липидами и углеводами, полученными из листьев и вырабатываемыми в скоплениях (так называемые стафилы).
Структуры богаты гликогеном в форме, легко усваиваемой муравьями и гидролазами, в то время как сам мицелий содержит углеводы, свободные аминокислоты, связанные с белком аминокислоты и липиды.
Одной из основных проблем симбиоза грибка является идентичность и биология гриба. Спорофоры, необходимые для таксономической диагностики, по-видимому, не образуются из-за химических веществ, вырабатываемых муравьями. Тем не менее, случайное обнаружение спорофоров, растущих в заброшенных гнездах муравьёв-листорезов Acromyrmex, позволило их идентифицировать как представителей семейства базидиомицетов Agaricaceae, первоначально названных Rozites gongylophora (современное название Leucoagaricus gongylophorus.